# Sufrimiento psíquico
El sufrimiento psíquico designa una condición de malestar o dolor emocional que incide en los procesos mentales y afectivos del individuo. Se trata de una experiencia subjetiva de notable intensidad, capaz de alterar la percepción que la persona tiene de sí misma, así como su funcionamiento psicológico y conductual en general.

## Síntomas
El sufrimiento psíquico puede manifestarse de diversas maneras y responde a múltiples factores tanto personales como contextuales. Entre sus manifestaciones más comunes se encuentran el dolor emocional, caracterizado por sentimientos intensos de tristeza, ansiedad, miedo, rabia o culpa; así como la alteración del estado de ánimo, que puede incluir cambios drásticos en el humor, desde estados depresivos hasta episodios de manía.
Otro síntoma frecuente es el sentimiento de despersonalización, donde la persona experimenta una desconexión de sí misma o de su cuerpo. También puede haber dificultades para expresar emociones, lo que se traduce en una sensación de incapacidad para comunicar adecuadamente los propios sentimientos o en la percepción de no ser comprendido por los demás. Asimismo, pueden producirse cambios en el comportamiento, como el aislamiento social o la impulsividad, así como la presencia de síntomas físicos sin causa orgánica aparente, tales como dolores de cabeza, molestias estomacales o trastornos del sueño.

## Causas
Entre los factores que pueden generar sufrimiento psíquico se encuentran los eventos traumáticos, como pérdidas significativas, situaciones de abuso o accidentes; los problemas en las relaciones interpersonales, como conflictos con familiares, amigos o parejas; y los trastornos de salud mental, tales como la depresión, la ansiedad, el trastorno bipolar o el trastorno de estrés postraumático. También influyen los problemas sociales, como la discriminación, la exclusión o la falta de oportunidades, así como los problemas económicos, que pueden generar niveles elevados de estrés y ansiedad.